# Fair Play (film)
Fair Play är en amerikansk thriller- och dramafilm från 2023. Den är regisserad av Chloe Domont, som även skrivit filmens manus.
Filmen hade världspremiär på Sundance Film Festival den 20 januari 2023. Den släpptes därefter på utvalda biografer den 29 september 2023, och hade digital premiär på Netflix den 6 oktober samma år.

## Handling
Filmen kretsar kring ett ungt par där en oväntad befordran på en hedgefondfirma driver deras relation till bristningsgränsen.

## Rollista (i urval)
- Phoebe Dynevor – Emily
- Alden Ehrenreich – Luke
- Eddie Marsan – Campbell
- Rich Sommer – Paul
- Sebastian de Souza – Rory
- Geraldine Somerville – Emilys mamma
- Laurel Lefkow – Lukes mamma
- Buck Braithwaite – Lukes bror
- Patrick Fischler – Robert Bynes